# 핀키 프라마닉
핀키 프라마닉(Pinki Pramanik, 1986년 4월 10일~)는 인도의 육상 선수이다. 여자친구에게 강간혐의로 고소되면서 여자친구가 핀키 프라마닉이 남성이라고 주장하여 투옥되었다. 검사 결과 거짓남녀한몸으로 결론났으나, 삽입 성교가 불가능한 것으로 밝혀져 전 여친이 무고를 한 것으로 드러나 무혐의로 풀려났다. 그녀는 구금 기간 동안 남성 수감시설에 수용되는 인권 침해를 당했다.